# Изложбe „Цртеж и мала пластика”
Изложбe „Цртеж и мала пластика” су традиционалне годишње изложбе Удружења ликовних уметника Србије које се одржавају од 1961. године.

## Хронологија
- „Изложба Ситне пластике и графике” (1961)
- „Изложба Ситне пластике и плакета” (1964)
- „Изложба цртежа” (1964)
- „Изложба Ситне пластике и плакета” (1965)
- „Изложба цртежа” (1965)
- Изложба „Цртежи, плакете, ситна пластика” (1966)
- Изложба „Плакете, ситна пластика” (1967)
- Изложба „Цртежи” (1967)
- Изложба „Цртежи и ситна пластика” (1969)
- Изложба „Цртежи и ситна пластика” (1970)
- Изложба „Цртеж и ситна пластика” (1974)
- Изложба „Цртежи и ситна пластика” (1976)
- Изложба „Цртеж и мала пластика” (1977)
- Изложба „Цртеж и мала пластика” (април 1978)
- Изложба „Цртеж и мала пластика” (јун–јул 1978)
- Изложба „Цртеж и мала пластика” (1979)
- Изложба „Цртеж и мала пластика” (1980)
- Изложба „Цртеж и мала пластика” (1981)
- Изложба „Цртеж и мала пластика” (1981–1982)
- Изложба „Цртеж и мала пластика” (март–април 1982)
- Изложба „Цртеж и мала пластика” (октобар–новембар 1982)
- Изложба „Цртеж и мала пластика” (1983)
- Изложба „Цртеж и мала пластика” (јун–јул 1984)
- Изложба „Цртеж и мала пластика” (новембар–децембар 1984)
- Изложба „Цртеж и мала пластика” (1985)
- Изложба „Цртеж и мала пластика” (1986)
- Изложба „Цртеж и мала пластика” (август 1987)
- Изложба „Цртеж и мала пластика” (децембар 1987)
- Изложба „Цртеж и мала пластика” (1988)
- Изложба „Цртеж и мала пластика” (1989)
- Изложба „Цртеж и мала пластика” (1990)
- Изложба „Цртеж и мала пластика” (1991)
- Изложба „Цртеж и мала пластика” (1992)
- Изложба „Други београдски Бијенале цртежа и мале пластике” (1995)
- Изложба „Трећи београдски Бијенале цртежа и мале пластике” (1997—1998)
- Изложба „Четврти београдски Бијенале цртежа и мале пластике” (1999—2000)
- Изложба „Пети београдски Бијенале цртежа и мале пластике” (2001)
- Изложба „Шести београдски Бијенале цртежа и мале пластике” (2003)
- Изложба „Седми београдски Бијенале цртежа и мале пластике” (2005)
- Изложба „Осми београдски Бијенале цртежа и мале пластике” (2007)
- Изложба „Девети београдски Бијенале цртежа и мале пластике” (2009)
- Изложба „Прво београдско Тријенале цртежа и мале пластике” (2012)
- Изложба „Друго београдско Тријенале цртежа и мале пластике” (2015)
- Изложба „Тријенале цртежа и мале пластике” (2018)